# Galilée (région)
Pour les articles homonymes, voir Galilée.
Cet article concerne la région d'Israël, sur Terre. Pour la région de Ganymède, le satellite de Jupiter, voir Région de Galilée.
 (octobre 2009).
Si vous disposez d'ouvrages ou d'articles de référence ou si vous connaissez des sites web de qualité traitant du thème abordé ici, merci de compléter l'article en donnant les références utiles à sa vérifiabilité et en les liant à la section « Notes et références ».
La Galilée (en hébreu : הגליל Ha-galîl, « le cercle, la région » ; en arabe : الجليل al-jalîl, même signification) est une large région située dans le nord d'Israël, traditionnellement divisée en trois parties :
- la Haute Galilée ;
- la Basse Galilée ;
- la Galilée occidentale, aussi appelée « la côte nord d'Israël ».

## Géographie

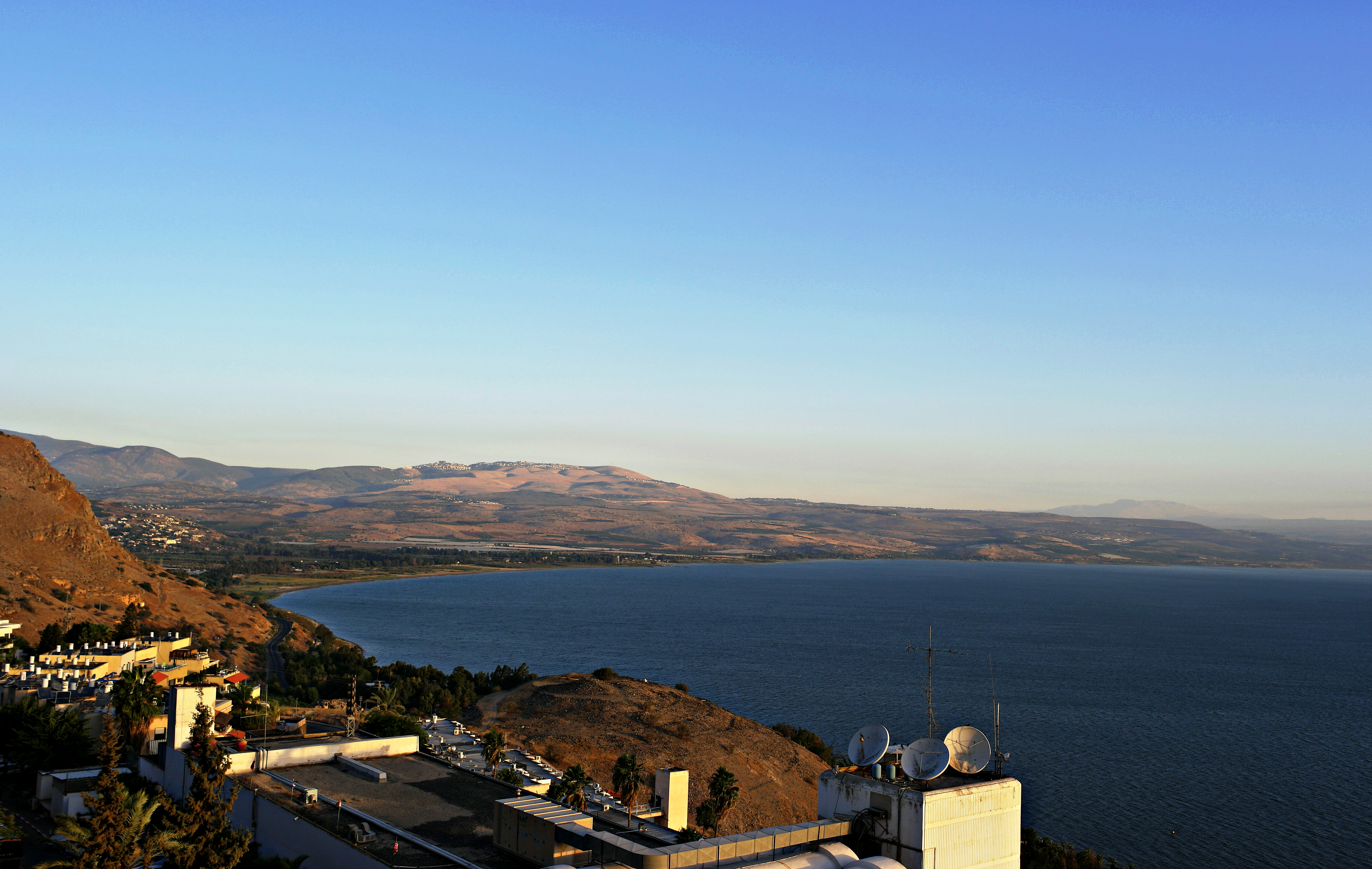
Le lac de Tibériade en 2016.

La Galilée est un massif montagneux rocailleux du nord d'Israël. Son point culminant est le mont Méron, à plus de 1 200 mètres.
Elle possède des températures douces et une pluviosité à même d'alimenter quelques cours d'eau et propre à l'agriculture.
La Galilée englobe plus du tiers du territoire actuel d'Israël, s'étendant de Dan au nord, au pied du mont Hermon, jusqu'aux monts Carmel et Guilboa au sud, et du lac de Tibériade — appelé en hébreu « mer de Galilée » — et de la vallée du Jourdain à l'est jusqu'aux abords de la mer Méditerranée à l'ouest, en passant par les plaines de Jezreel et Akko. La particularité des frontières nord d'avant 1967 de l'État d'Israël forme le Doigt de Galilée.

## Toponymie

### Étymologie
« Galilée » vient de l'hébreu galil, qui signifie « cylindre, cercle ». Le terme est construit sur une racine associée à l'idée de circularité et qui signifie par extension « district » . Dans la Bible hébraïque, il est utilisé avec un article défini (hagalil) pour désigner la région montagneuse délimitée par la plaine côtière et des vallées (la vallée de Jezreel au sud, la vallée du Jourdain à l'est et le Litani au nord). Le nom apparaît au pluriel dans le livre de Josué, 13, 2, avec le sens de « contrées ».
Dans le Premier livre des Rois chapitre 9, versets 11 à 13, on apprend que Salomon récompensa Hiram pour certains services effectués par celui-ci en lui offrant une plaine parmi les montagnes de Nephthali. Hiram fut déçu du cadeau, et l'appela la « terre de Cabul ». Les Judéens l'appelèrent Galil. Dans les livres des Maccabées, la Galilée est le théâtre de nombreux combats des Judéens qui se dressent contre la dynastie séleucide.

### Dans le Nouveau Testament
C'est à Nazareth en Galilée que le Nouveau Testament situe l'origine de la famille de Jésus. Les trois premiers évangiles, dits synoptiques (Matthieu, Marc et Luc) décrivent essentiellement sa vie publique en Galilée quand le quatrième (Jean) rapporte presque exclusivement son ministère en Judée.
L'expression de « Galilée des Nations » (Matthieu 4, 15, reprise d'Isaïe 8, 23) Galil haGoyim, laisse penser qu'elle symbolisait une région à convertir, face à la Judée et au Temple de Jérusalem. C'est peut-être aussi la trace de l'expression « Sagesse des Nations », les mots GLYL, Galil, Galilée, et HtKMH, Hokhmah, Sagesse ayant mêmes guématries. Voir aussi Actes des Apôtres, 2, 7 : « ces hommes qui parlent, ne sont-ils pas galiléens ? »

## Histoire

### Préhistoire
La région est occupée par la culture natoufienne ; un de ses sites majeurs est la grotte d’Hilazon Tachtit. Quelques grottes montrent une occupation humaine de la zone précédant de loin les Cananéens. Les grottes d'Amud (MearatAmira) montre des traces d'habitation néanderthalienne et humaine remontant à environ 200 000 ans.

### Antiquité

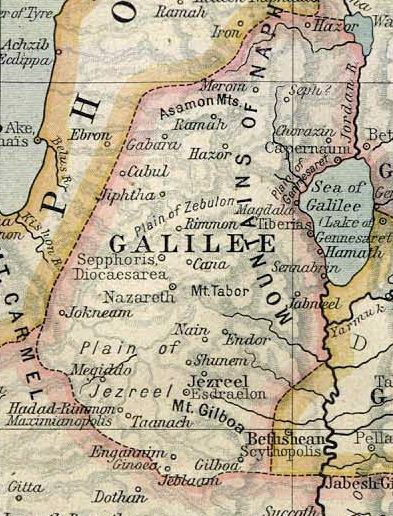
La Galilée antique.

La Galilée est souvent citée dans l'Ancien Testament, et sa partie septentrionale évoquée comme « la Galilée des Gentils » dans le Nouveau Testament. Elle est décrite par Flavius Josèphe qui évoque son histoire, son peuplement sa géographie, et lui donne deux parties : la Galilée supérieure, en grande partie peuplée de Gentils, et la Galilée inférieure, en grande partie peuplée de Juifs. Elle recouvrait avant la Captivité les territoires des tribus d'Issacar, de Zébulon, de Nephthali et d'Asher. Comme les Galiléens étaient de bons cultivateurs, plantant des figuiers, des oliviers, des noyers, des palmiers, des habiles artisans et de bons pêcheurs, la Galilée était prospère avec 400 villes, certaines très peuplées.
Durant la période romaine, sous l'Empereur romain Auguste (de 27 av. J.-C. à 14 ap. J.-C.) — l’empire ayant été divisé en provinces sénatoriales et impériales —, à la mort d'Hérode le Grand (-4) son royaume client est divisée en trois tétrarchies : la Judée (qui comporte outre les territoires de l'ancien royaume de Juda, la Samarie et l'Idumée) qui a été confiée à Hérode Archelaus, la Galilée qui a été donnée à Hérode Antipas, alors que Philippe le Tétrarque a reçu « la Batanée, avec la Trachonitide et l’Auranitide, une partie de ce qu’on appela le domaine de Zénodore, ». » La tétrarchie de Philippe est situé à l'est de la Galilée, sur l'autre rive du Jourdain.
La Galilée était située au nord de la Samarie, à l'ouest du fleuve Jourdain, voisine du pays des Phéniciens et des Syriens (syro-phénicie appartenant à la province romaine de Syrie). Ses lieux significatifs étaient le Mont Thabor, le lac de Génézareth (lac de Tibériade). Selon Flavius Josèphe, les trois villes les plus importantes étaient : Tibériade, Sepphoris cité importante qui sera renommée Diocesarée et qui deviendra la capitale de la Galilée sous Néron, Gabara (cité non localisée, située à l'est de Tarrychée). Il y a aussi Gischala, ville fortifiée au début de la révolte par Jean de Gischala. D'autres villes sont célèbres pour leur mention dans les évangiles ainsi que chez Joseph : Capharnaüm (cité où les Juifs avaient une synagogue), Chorazin. On y ajoute souvent Bethsaïde (Julias), qui en fait est située juste à la frontière des territoires de la tétrarchie de Philippe, à l'Est du Jourdain. Le port de Ptolémaïs (Acre) en grande partie peuplé de Grecs est situé hors de Galilée, en Syro-Phénicie. Nazareth, le lieu-dit où Jésus a probablement passé la première partie de sa vie, n'est mentionné dans aucun texte, ni inscription épigraphique, avant le IIIe siècle, si on exclut les évangiles de l'enfance qui ne sont pas antérieurs à 80[réf. nécessaire].
Les Galiléens étaient méprisés des Judéens qui leur reprochaient d'avoir une pratique religieuse impure, un langage grossier et d'avoir pour origine des Gentils mélangés à des descendants des Dix Tribus qui n'étaient pas partis en captivité (ou qui en étaient revenus). Considéré par la tradition juive autant que chrétienne comme originaire de Nazareth en Galilée, Jésus est souvent désigné par les Juifs comme « le Galiléen » (Yeshu haNotzri dans le talmud). Parmi ses disciples dont l'origine est discernable, quatre ne sont pas comptés comme Juifs mais comme « Galiléens » (Philippe, André et Pierre sont de Bethsaïde (Béthanie), à l'est de la Galilée – Jean 1, 44 – et Nathanaël de Cana, en Galilée aussi – Jean 21, 2). Les apôtres Jean et Jacques de Zébédée, Simon-Pierre et son frère André, sont recrutés par Jésus au bord du lac, vers Génézareth, où ils possédaient une de leurs résidence et où les Zébédée exploitaient une entreprise de pêche et de bateliers. Selon Flavius Josèphe, les Galiléens étaient des gens laborieux, ennemis de l'oisiveté et tellement guerriers qu'ils tenaient tête à toutes les nations voisines qui les harcelaient.
Depuis la mort d'Hérode (-4), la Galilée connaît un grand nombre de révoltes, parfois dirigées par des hommes à prétentions messianiques. Lors de la grande révolte, à part le siège de Jérusalem par les troupes de Titus en 70, c'est en Galilée qu'ont lieu les plus importants combats, parfois couronnés de succès tactiques (séquence de la bataille de Tarrychée, bataille navale sur le lac, bataille de Gamala où les romains perdent plusieurs milliers de légionnaires, leur troupe d'élite).
Sous l'Empereur Tibère (successeur de César Auguste), la province romaine de Judée est gouvernée et administrées par une suite de Préfets dont le plus célèbre est Ponce Pilate (26 - fin 36). La tétrarchie de Galilée est toujours administrée par Hérode Antipas (fils d'Hérode le Grand et de Malthaké), celle de Bathanée est administrée par le tétrarque Philippe (fils d'Hérode le Grand et de Cléopâtre de Jérusalem) jusqu'à sa mort en 34 et dont le problème de succession aboutira au célèbre meurtre de Jean le Baptiste par Hérode Antipas à la demande d'Hérodiade. Plus au nord, l'Abilène est placée sous la juridiction de Lysanias II.
À la suite de la destruction du Temple de Jérusalem en l'an 70, la Galilée devint le centre spirituel du judaïsme. Elle abrita le Sanhédrin. Dans ses collines furent rédigés la Mishna et le Talmud de Jérusalem. De nombreux rabbins y vécurent et y sont enterrés, tels Rabbi Ishmaël.

### Conquête islamique

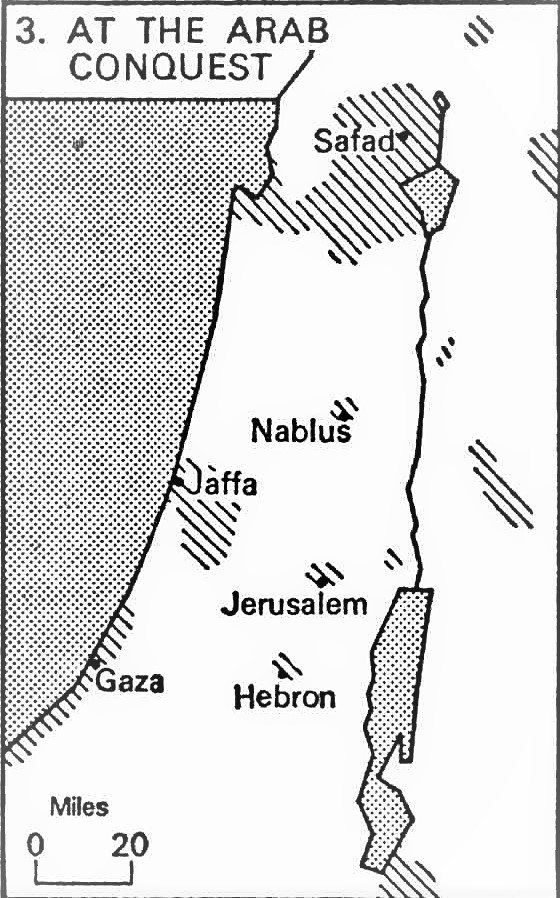
Illustration des régions habités par les Juifs depuis la conquête islamique et durant le Moyen Âge.

Après la prise de contrôle de la région par le califat arabe en 638, celle-ci fit partie du jund de Urdunn (Jourdain). Les Fatimides chiites prirent le contrôle de la région dans les années 900 ; une secte vénérant le calife Fatimide al-Hakim bi-Amr Allah forma la religion druze, au centre-nord de la Galilée.

### Croisades
Durant les Croisades, la Galilée fut organisée en une principauté de Galilée, une des plus importantes seigneuries des Croisades.

### Ère moderne

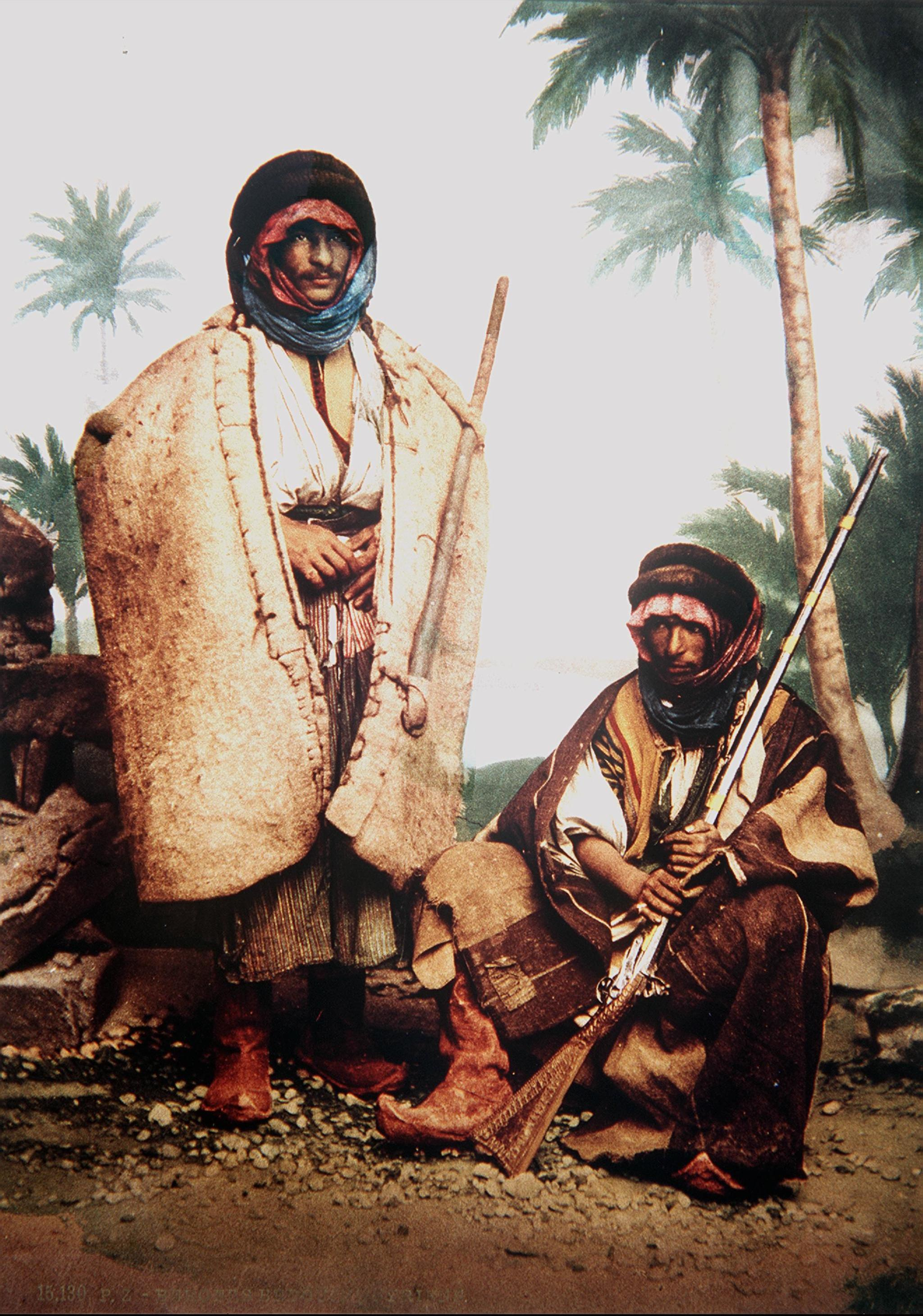
Bédouins de Galilée, 1890.

Au cours du XVIe siècle, la Galilée a connu une importante migration juive constituée essentiellement de Séfarades expulsés de la péninsule ibérique. Sous leur impulsion, la ville de Safed est devenu le centre mondial du mysticisme juif et de la diffusion de la Kabbale.
Au début du XXe siècle, la Galilée fut colonisée par les Arabes, les Druzes et des minorités telles que les Circassiens et les Juifs. La population juive fut grandement augmentée par l'immigration sioniste.

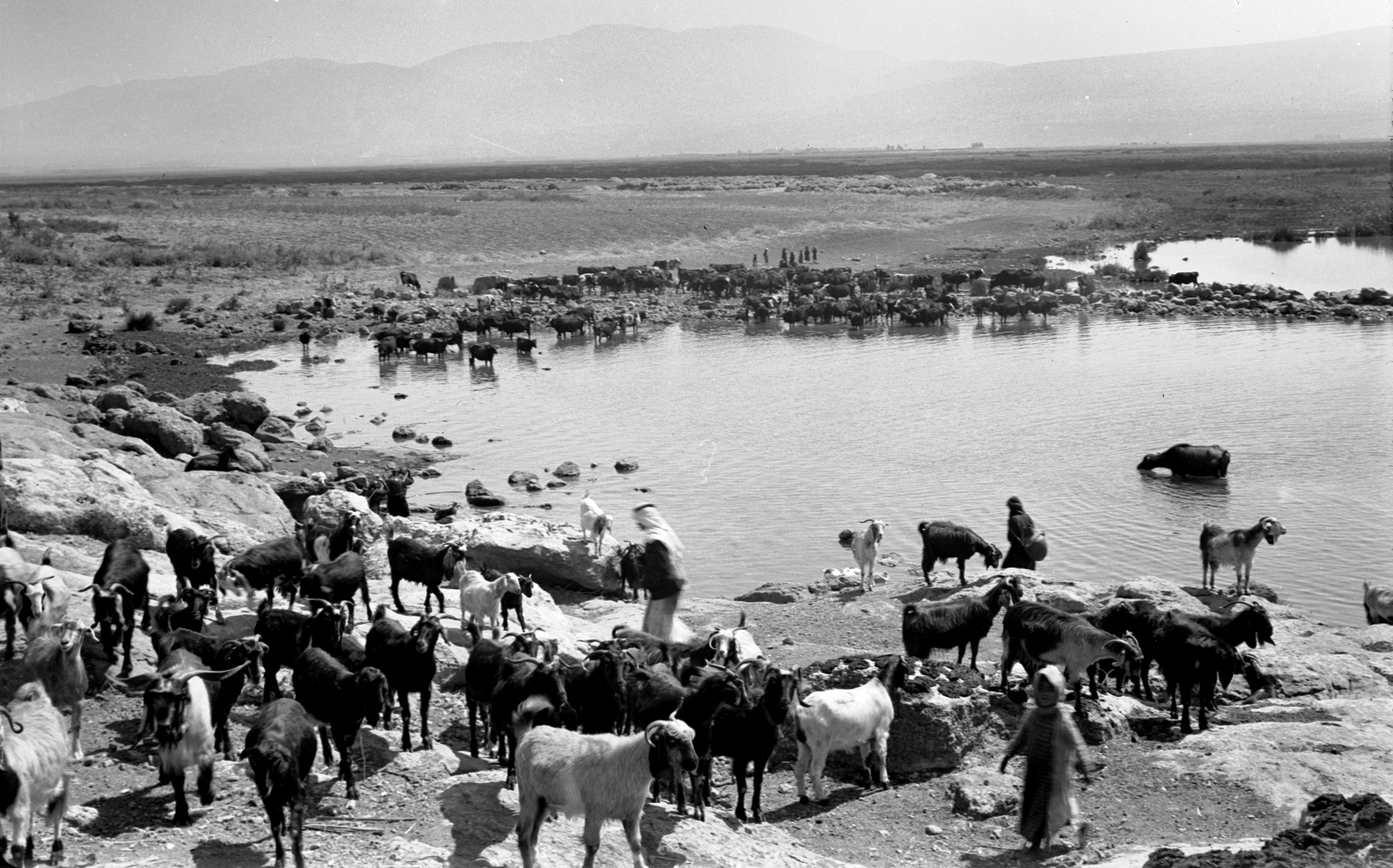
Région de Huleh, près du lac Merom, 1940.

Après la création de l'État d'Israël, pendant la guerre israélo-arabe de 1948, la Galilée fut envahie par les forces syriennes mais fut finalement récupérée par Israël. Une grande partie de la population arabe prit la fuite, laissant des villages entiers vides ; toutefois, davantage de Palestiniens restèrent que dans la plupart des autres zones, particulièrement à cause d'un rapprochement avec les Druzes[réf. nécessaire].
Dans les années 1950 et 1960, les kibboutz autour de la mer de Galilée subirent régulièrement les bombardements de l'artillerie de l'Armée syrienne depuis le plateau du Golan qui domine la région. Ces frappes syriennes cessèrent quand Israël envahit le plateau au cours de la guerre des Six Jours en 1967 puis l'annexa le 14 décembre 1981. Cette annexion est condamnée par le Conseil de sécurité des Nations unies et n'est pas reconnue internationalement, sauf par les États-Unis depuis mars 2019.
À la suite de son expulsion de Jordanie, l'Organisation de libération de la Palestine (OLP) a lancé, depuis le Liban, des attaques sur des villages de la Haute Galilée dans les années 1970 et 1980. Ces attaques ont poussé Israël à envahir le Liban en mars 1978 puis en 1982 conduisant à la guerre. L'armée israélienne ne quitte le sud du Liban qu'en 2000.

## Galilée moderne

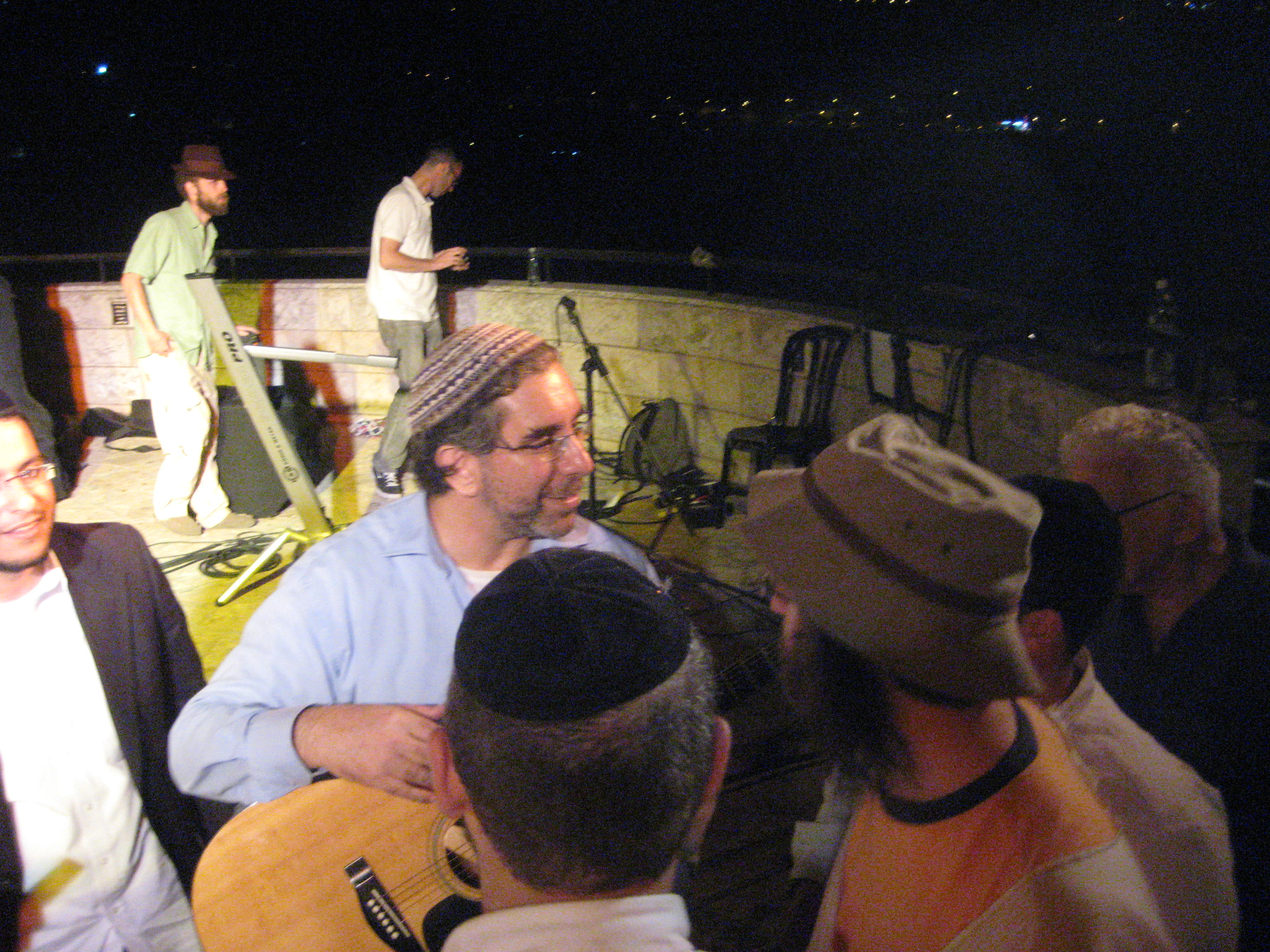
Le festival de musique klezmer à Safed.

Près d'un million d'habitants, dont approximativement la moitié sont des Arabes de culture palestinienne, musulmans ou chrétiens, peuplent la Galilée. Il y a également une importante population Druze ainsi que des communautés de Bédouins, de Maronites et de Tcherkesses. Les villes les plus peuplées sont Nazareth, Tibériade, Nahariya et Karmiel.
L'économie est basée sur l'agriculture, l'industrie centralisée dans quelques parcs et le tourisme.
Safed est une plus petite ville mais qui tient une grande place dans le judaïsme. C'est l'une des quatre villes saintes juives, avec Jérusalem, Hébron et Tibériade. De célèbres rabbins, dont Moïse Cordovero, Isaac Louria, Joseph Karo et Salomon Alkabetz y ont vécu ou y sont enterrés.
De nos jours, la vie religieuse reste active à Safed et côtoie celle d'artistes qui exposent leurs œuvres aux touristes. Il s'y déroule également un festival annuel de musique klezmer mondialement connu.